# GOOD NIGHT/REX 恐竜物語
「GOOD NIGHT/REX 恐竜物語」（グッド ナイト/レックス きょうりゅうものがたり）は、安達祐実のデビュー・シングルである。1993年6月23日発売。

## 概要
- 収録曲2曲共に自身の出演映画『REX 恐竜物語』のタイアップ曲として収録された。
- また、「REX 恐竜物語」に関しては、小林稔侍と共演を果たしていたハウス食品『咖喱工房』のCFソングとしても使用された。

## 収録曲
1. GOOD NIGHT
  - 作詞・作曲：米米CLUB／編曲：千住明
  - 映画『REX 恐竜物語』イメージソング
2. REX 恐竜物語
  - 作詞：湯川れい子／作曲・編曲：朝川朋之
  - 映画『REX 恐竜物語』挿入歌
  - ハウス『咖喱工房』CFソング
3. GOOD NIGHT(オリジナル・カラオケ)
4. REX 恐竜物語(オリジナル・カラオケ)

## 収録アルバム
- REX 恐竜物語オリジナル・サウンドトラック（#2）
- ラブピース（#1・NEW VOCAL MIXを収録）
- 安達祐実 ゴールデン☆ベスト（#1・NEW VOCAL MIXを収録、#2）